# 高蔊菜
高蔊菜（学名：Rorippa elata）为十字花科蔊菜属下的一个种。

## 扩展阅读
維基物種上的相關：高蔊菜